# (s,S)-voorraadmodel

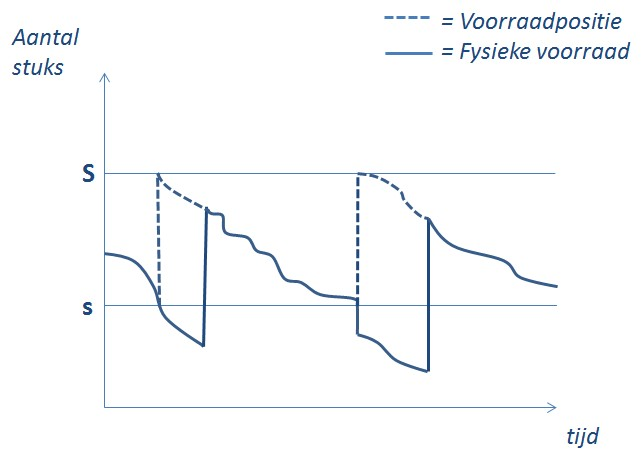
Werking van een (s,S)-voorraadmodel

Het (s,S)-voorraadmodel (ook wel het minimum-maximumvoorraadmodel genoemd) is een vaak voorkomend voorraadsysteem. Het wordt volledig bepaald door het minimumniveau s en het maximumniveau S. Wanneer de voorraadpositie (dit is het aantal stuks fysiek in voorraad + het aantal stuks dat reeds besteld werd - de backlog) op of onder het minimumniveau s valt, wordt er een bestelling geplaatst. Er wordt een aantal eenheden besteld totdat de voorraadpositie het maximumniveau S bereikt.
Het model werd reeds in 1951 geïntroduceerd door Arrow, Harris en Marschak. De voornaamste reden voor het gebruik van een (s,S)-voorraadmodel is de interactie tussen enerzijds het bestaan van vaste bestelkosten en anderzijds het stochastische verloop van de vraag (Caplin, 2010). Aangezien er telkens minimaal S-s eenheden besteld worden, worden de bestelkosten onder controle gehouden. Hoe groter de bestelkosten, hoe groter het verschil tussen het maximum- en minimumniveau hoort te zijn.
Algemeen wordt aangenomen dat een (s,S)-voorraadmodel optimaal is indien vaste bestelkosten bestaan (Iglehart, 1963; Scarf, 1960; Veinott, 1966).

## Indeling op basis van herziening

### Continu
Bij een (s,S)-voorraadmodel met continue herziening wordt een bestelling geplaatst zodra de voorraadpositie op of onder het minimumniveau s valt. In de praktijk zal de voorraadpositie niet continu gecontroleerd worden, maar zal elke transactie, zoals een vraag of een order, een aanpassing van de voorraadpositie veroorzaken. Bijgevolg is het voldoende om bij elke transactie de voorraadpositie te controleren. Een groot voordeel van een voorraadmodel met continue herziening ten opzichte van periodieke herziening, is dat in het continue geval minder safety stock of veiligheidsvoorraad vereist is.

### Periodiek
We spreken over een (s,S)-voorraadmodel met periodieke herziening, ook wel (T,s,S) genoemd, wanneer de voorraadpositie na vaste tijdsintervallen (bv. elke week) gecontroleerd wordt.

## Situering ten opzichte van andere voorraadsystemen

### Het order-up-to-model
Wanneer het minimumniveau s gelijk is aan het maximumniveau S, zal na elk vraagmoment (in geval van continue herziening) of na elke herziening indien de voorraadpositie gedaald is (in geval van periodieke herziening) een bestelling geplaatst worden. Dit specifieke voorraadmodel wordt een order-up-to-model of base-stock-model genoemd. Het wordt gebruikt wanneer geen vaste bestelkosten van toepassing zijn. Door de afwezigheid van vaste bestelkosten, is het niet nodig om bestellingen te groeperen om zo de bestelkosten te drukken.

### Het (s,Q)-voorraadmodel
Wanneer een (s,Q)-voorraadmodel gebruikt wordt, zal - net zoals bij een (s,S)-voorraadmodel - een bestelling geplaatst worden zodra de voorraadpositie onder of op het orderpunt s valt. Op dat ogenblik worden Q stuks besteld. Indien Q overeenkomt met S-s, wat is dan het verschil tussen beide systemen? Een voorbeeld kan dit verduidelijken. Stel dat de voorraadpositie gelijk is aan s+1. Een klant bestelt twee stuks. Bijgevolg zakt de voorraadpositie tot s-1. Indien een (s,S)-voorraadmodel gebruikt wordt, zullen er S-(s-1) stuks besteld worden. Indien een (s,Q)-voorraadmodel gebruikt wordt, zullen Q stuks, oftewel S-s stuks besteld worden. Bij een (s,Q)-model wordt m.a.w. altijd eenzelfde hoeveelheid besteld (i.e. Q) onafhankelijk van de voorraadpositie, terwijl bij een (s,S)-voorraadmodel minimaal S-s eenheden besteld worden. Wanneer een klant maximaal één stuk vraagt, zullen beide systemen op hetzelfde neerkomen, aangezien de voorraadpositie in dit geval nooit onder het minimumniveau s valt.

### Het (s,nQ)-voorraadmodel
Ook bij een (s,nQ)-voorraadmodel zal een bestelling geplaatst worden wanneer de voorraadpositie onder of op het orderpunt s valt. Er zal een veelvoud van Q eenheden besteld worden (vandaar de benaming nQ), waarbij n net groot genoeg is opdat de voorraadpositie weer boven het orderpunt s terecht zou komen. Bijgevolg zal het (s,nQ)-voorraadmodel nog meer op het (s,S)-voorraadmodel lijken dan het (s,Q)-voorraadmodel. Vaak wordt het (s,nQ)-voorraadmodel gebruikt om praktische redenen, bv. wanneer het transport in veelvouden van containers dient te gebeuren.